# Asystasia laticapsula
Asystasia laticapsula är en akantusväxtart som beskrevs av C. B. Cl., Karlström. Asystasia laticapsula ingår i släktet Asystasia och familjen akantusväxter. Inga underarter finns listade i Catalogue of Life.